# Stutenmilch

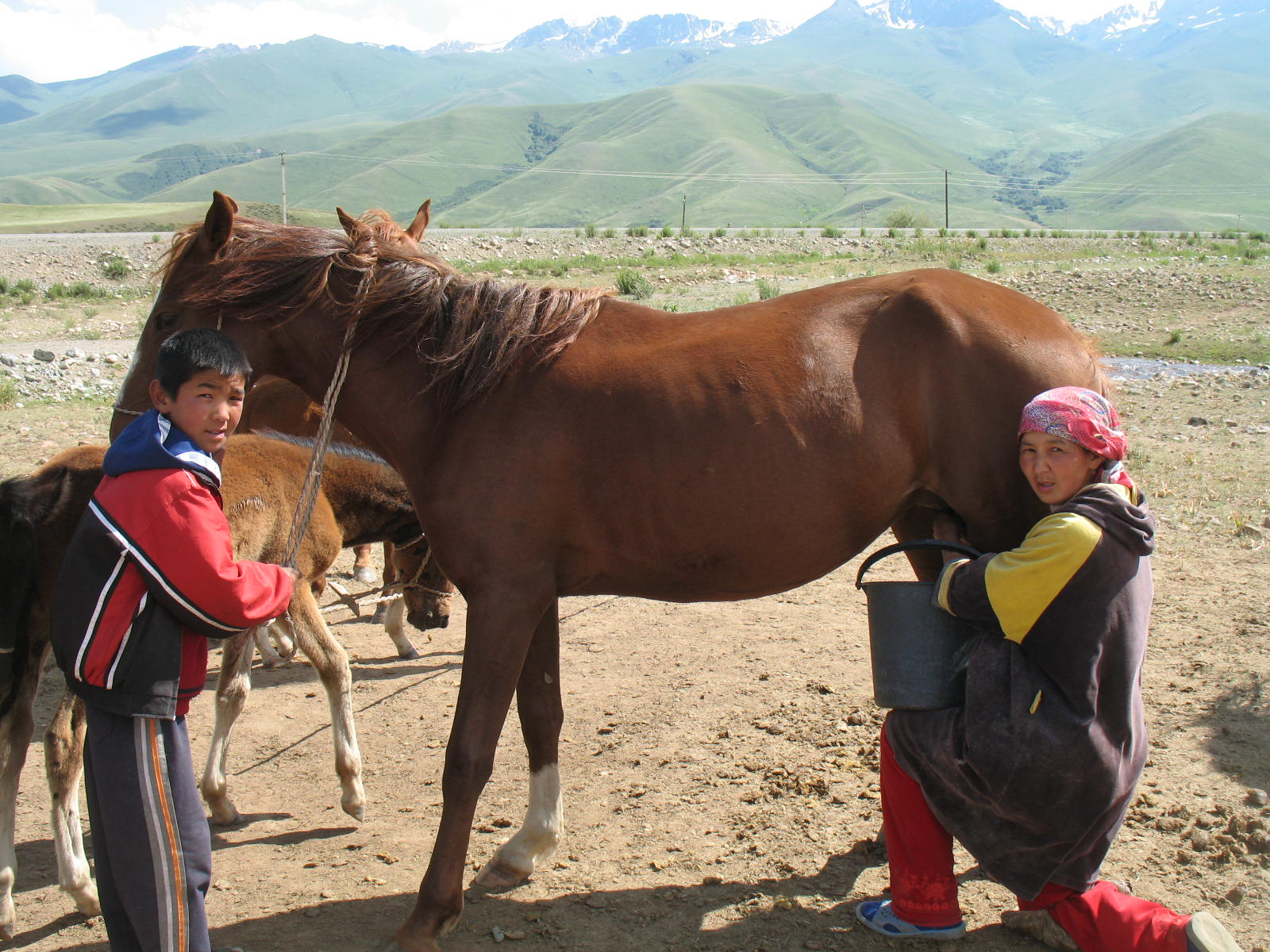
Eine Stute wird gemolken – Suusamyr-Tal, Kirgisistan

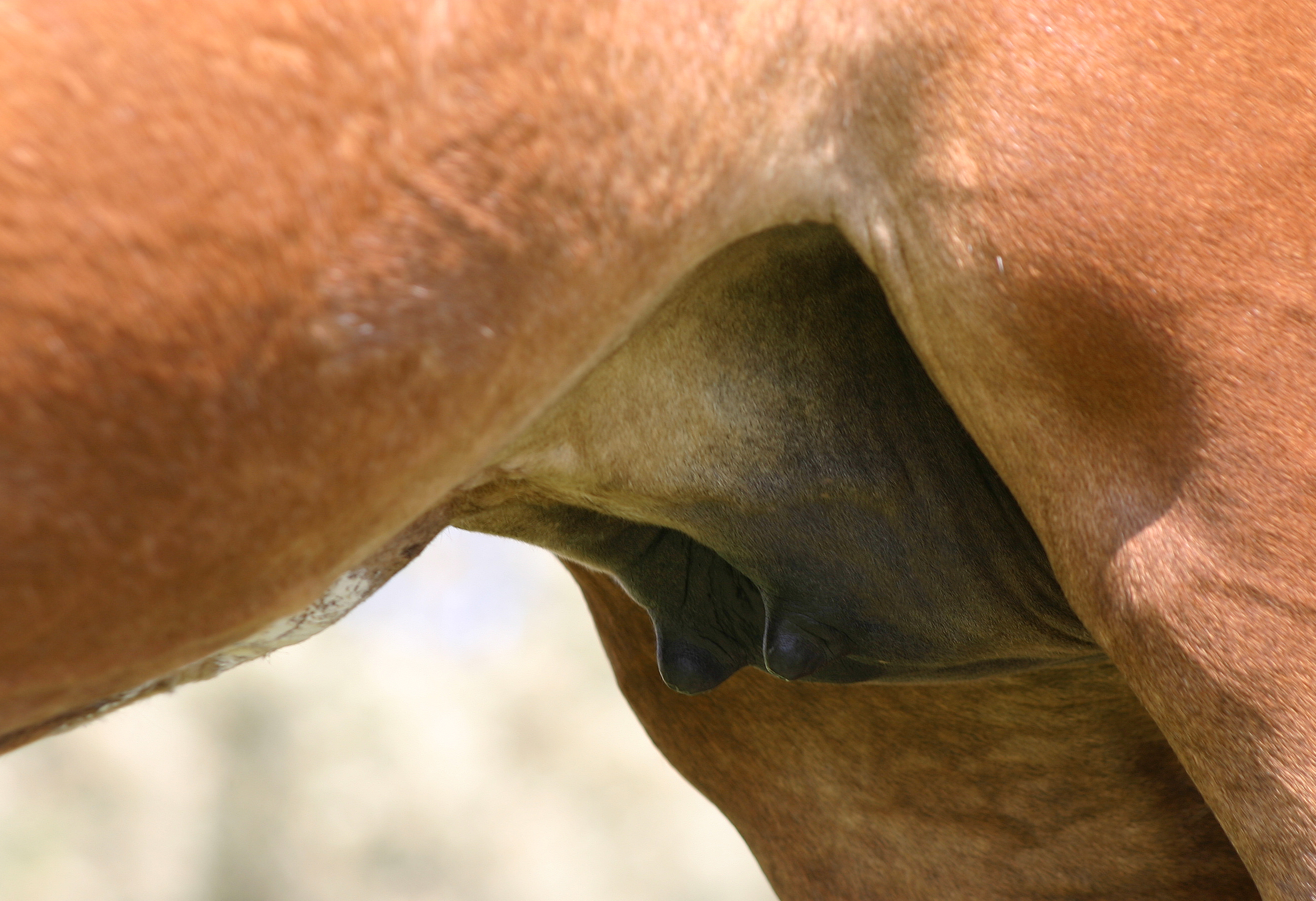
Euter einer Stute

Stutenmilch ist die Milch von weiblichen Pferden. Sie dient den Fohlen in den ersten Lebensmonaten als natürliche Nahrung, wird aber auch gelegentlich als Nahrungsergänzungsmittel für den Menschen genutzt.
Stutenmilch weist aufgrund der antibakteriellen und entzündungshemmenden Bestandteile, der Euterbeschaffenheit sowie der Melkhäufigkeit der Stuten deutlich weniger Keime auf als Kuhmilch. Außerdem enthält sie weniger allergieauslösende Stoffe. Sie ist der menschlichen Milch ähnlicher als Kuhmilch.
Sie enthält etwa 1 % Fett, 6 % Milchzucker (Laktose), 2 % Eiweiß (davon 55 % Casein), 0,3 % Mengen- und Spurenelemente sowie  Vitamine und Enzyme. Ihre diätetische Wirkung beruht auf spezifischen Inhaltsstoffen, wie  Immunglobuline (ca. 10 % des Molkenproteins, darunter sIgA, sIgM),  Laktoferrin und Lysozym (antibakteriell, antiviral), Amylase, Katalase, Lipase, Peroxydase, Phosphatase, Malat- und Lactat-Dehydrogenase, Lacto-Transferrin, Acetylcholin, beta-Laktose (ca. 5,5 %, dient der Darmflora, besonders Bifidobakterien als Nährsubstrat), Linolensäure (omega-3-Fettsäure, 15 bis > 25 % im Milchfett), Vitamin C (ca. 13 mg/100 ml, wirkt antioxidativ), Taurin (ca. 2,5 mg/100 ml).
Stutenmilch wird zur Herstellung von Kumys verwendet und wird auch als Inhaltsstoff in Kosmetika eingesetzt.
Die Stutenmilch hat von Natur aus einen hohen Gehalt an Laktose und ist daher für Menschen mit Laktoseunverträglichkeit oder Galaktosämie nicht geeignet. Im Kumys ist der Laktosegehalt je nach Vergärungsgrad geringer, da die Laktose zu Ethanol und Kohlendioxid fermentiert wird. Bei Menschen mit Galaktoseunverträglichkeit können Reste von Galaktose im Kumys zu Komplikationen führen.